# Stronger Than Death (film 1915)
Stronger Than Death è un cortometraggio muto del 1915 diretto da Joseph De Grasse.

## Produzione
Il film fu prodotto dalla Rex Motion Picture Company.

## Distribuzione
Distribuito dall'Universal Film Manufacturing Company, il film - un cortometraggio in due bobine - uscì nelle sale cinematografiche statunitensi il 26 dicembre 1915.